# Beobank-Corendon/Saison 2016
Dieser Artikel listet Erfolge und Fahrer des Radsportteams Beobank-Corendon in der Saison 2016 auf.

## Zugänge – Abgänge
| Zugänge | Team 2015 | Abgänge      | Team 2016     |
| ------- | --------- | ------------ | ------------- |
|         |           | Toon Wouters | ERA-Murprotec |

### Mannschaft
| Teamkader 2016                            | Teamkader 2016     | Teamkader 2016 | Teamkader 2016            |
| Name                                      | Geburtsdatum       | Land           | Vorheriges Team           |
| ----------------------------------------- | ------------------ | -------------- | ------------------------- |
| Vincent Baestaens                         | 18. Juni 1989      | Belgien        | Crelan-Euphony (2013)     |
| Michael Boroš                             | 9. August 1992     | Tschechien     |                           |
| Wietse Bosmans                            | 30. Dezember 1991  | Belgien        |                           |
| Stijn Caluwé                              | 29. Januar 1996    | Belgien        |                           |
| Daan Hoeyberghs                           | 18. September 1994 | Belgien        | IKO Enertherm-BKCP (2013) |
| Adam Ťoupalík                             | 9. Mai 1996        | Tschechien     |                           |
| David van der Poel                        | 15. Juni 1992      | Niederlande    |                           |
| Mathieu van der Poel                      | 19. Januar 1995    | Niederlande    | IKO Enertherm-BKCP (2013) |
| Philipp Walsleben                         | 19. November 1987  | Deutschland    | Palmans Cras (2008)       |
|                                           |                    |                |                           |
| Quellen: ProCyclingStats Cycling Archives |                    |                |                           |